# بوشامة نسيم
بوشامة نسيم (5 مايو 1988 بالجزائر في الجزائر - ) هو لاعب كرة قدم جزائري في مركز الوسط. شارك مع منتخب الجزائر لكرة القدم للمحليين. أما مع النوادي، فقد لعب مع اتحاد الجزائر ونادي مولودية الجزائر.

## مسيرته الكروية
لعب بوشامة نسيم خلال مسيرته الاحترافية مع 4 أندية في ثلاثة عشر موسمًا وسجل خلالها 9 أهداف ضمن 192 مباراة. حيث فاز في ثلاثة مواسم بالكأس وفي ثلاثة مواسم بالدوري.
خاض بوشامة نسيم مسيرته مع نادي مولودية الجزائر في موسم 2006–07 ليلعب معه خمسة مواسم، مشاركًا في 69 مباراة سجل خلالها 4 أهداف. ثم انتقل إلى نادي اتحاد الجزائر في موسم 2011–12 ليلعب معه خمسة مواسم، حيث شارك في 105 مباراة سجل خلالها 4 أهداف أيضًا. لينتقل بعدها إلى نادي مولودية بجاية في موسم 2016–17 ولمدة موسمين، مشاركًا في 11 مباراة سجل خلالها هدفًا واحدًا.

## وصلات خارجية
- بوشامة نسيم على موقع قاعدة بيانات كرة القدم.إي يو (الإنجليزية)
- بوشامة نسيم على موقع ناشيونال فوتبول تيمز (الإنجليزية)
- بوشامة نسيم على موقع Soccerway.com (الإنجليزية)